# Уве Генсхајмер
Уве Генсхајмер (Манхајм, 26. октобар 1986) је њемачки рукометаш и репрезентативац који тренутно игра за немачког прволигаша Рајн–Некар Левен на позицији левог крила.
Као члан Рајн–Некара, играо је у три финала купа Немачке те у финалу Купа победника купова, а 2013. је освојио ЕХФ куп и 2016. Бундеслигу. Године 2016. прелази у Париз Сен Жермен, где је 2017, 2018. и 2019. освојио Француску лигу, куп 2017. и 2018, те био финалист Лиге шампиона. Након три сезоне проведене у Париз Сен Жермену на лето 2019. се вратио у Рајн–Некар Левен.
За репрезентацију Њемачке је дебитовао 2005. године против Словеније у Лемгу. Године 2006. постао је јуниорски првак Европе с Њемачком, а данас је капитен сениорске репрезентације. Са репрезентацијом Њемачке освојио је бронзу на Олимпијским играма 2016. у Рио де Жанеиру.

## Награде и признања
- Најбољи стрелац Лиге шампиона: 2011, 2017, 2018.
- Најбољи играч Њемачке лиге: 2011, 2012, 2013, 2014.
- Најбољи стрелац Њемачке лиге: 2012.
- Најбољи стрелац Француске лиге: 2017.
- Најбољи тим Француске лиге: 2017.

## Клупски трофеји

### Рајн–Некар Левен
- ЕХФ куп: 2013.
- Првенство Њемачке: 2016.

### Париз Сен Жермен
- Првенство Француске: 2017, 2018, 2019.
- Куп Француске: 2017, 2018.
- Лига куп Француске: 2018, 2019.